# Vindula mesima
Vindula mesima är en fjärilsart som beskrevs av Hans Fruhstorfer 1912. Vindula mesima ingår i släktet Vindula och familjen praktfjärilar. Inga underarter finns listade i Catalogue of Life.